# Classe Tikuna

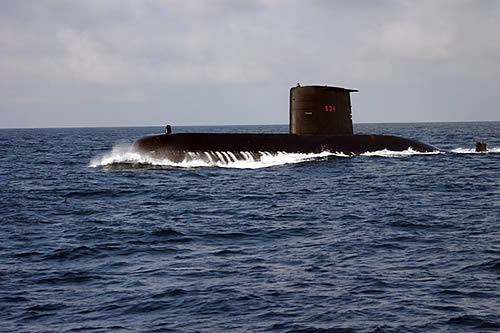
S Tikuna (S-34).

A Classe Tikuna uma classe de submarinos da Marinha do Brasil.
A Classe corresponde aos submarinos de projeto alemão IKL-209 Mod Improved Classe Tupi, construídos para a Marinha do Brasil pelo Arsenal de Marinha do Rio de Janeiro (AMRJ).

## Lista de submarinos
| Tipo    | Designação | Nome   | Comissinado em |
| ------- | ---------- | ------ | -------------- |
| 1400Mod | S 34       | Tikuna | 2005           |
| 1400Mod | S 35       | Tapuia | Cancelado      |

## Características
- Deslocamento= 1.400 Ton (padrão) e 1.500 Ton (carregado).
- Comprimento= 62.05 metrôs
- Boca= 6.20 metrôs
- Calado= 5.50 metrôs
- Propulsão= Diesel-elétrica; 4x motores diesel 12 cilindros MTU 12V396 de 940hp cada,4 geradores elétricos AEG de ? kW cada, 1 motor elétrico, acoplado a um eixo e uma hélice de cinco pás gerando 5,000hp.
- Profundidade= máxima de 200 M
- Armamento= 8x tubos de torpedos de 21 pol. (533mm), instalados na proa, e capacidade para 16x torpedos Mk24 Tigerfish Mod.1 (filoguiado) ou bofors T2000 ou uma combinação de minas e torpedos.
- Controle de armas= sistema de direção de tiro e dados táticos ISUS 83-13.
- Sensores= 2 periscópio Kollmorgen com ECM e MAGE AR-900 integrados, sonar de busca ativa/passiva de média frequência e radar de superfície Scanter MIL-24X.